# Горинь (станція)
Горинь (біл. Гарынь) — проміжна залізнична станція Барановицького відділення Білоруської залізниці неелектрифікованій лінії Рівне — Сарни — Лунинець між зупинним пунктом Бухличі (6 км) та станцією Видибор (15 км). Розташована в смт Речиця Столинського району Берестейської області. 

## Історія
Станція Горинь відкрита 2 (14) серпня 1885 року в ході будівництва залізничної лінії Рівне — Сарни — Лунинець.
З 1992 року є прикордонною. На станції діє пункт прикордонного та митного контролю «Горинь».

## Пасажирське сполучення
До 2019 року через станцію прямував єдиний міжнародний пасажирський поїзд № 371/372 сполученням  Могильов — Львів, що здійснював зупинку для проведення прикордонного та митного контролю. Поїзд курсував через день.
Станція є кінцевою для дизель-поїздів, що курсують з/на  Барановичі-Поліські (Білорусь) та проміжною станцією для дизель-поїздів, що курсують на/зі станції Барановичі-Поліські / Лунинець / Бухличі.
З 16 березня 2020 року принений рух пасажирських поїздів з Білорусі на територію України, а також приміських дизель-поїзів зі станцій Здолбунів та Сарни (Україна), через запобігання розповсюдження захворювань на COVID-19. На станції здійснювався прикордонний та митний контроль при перетині державного кордону між Україною та Білоруссю.

## Галерея

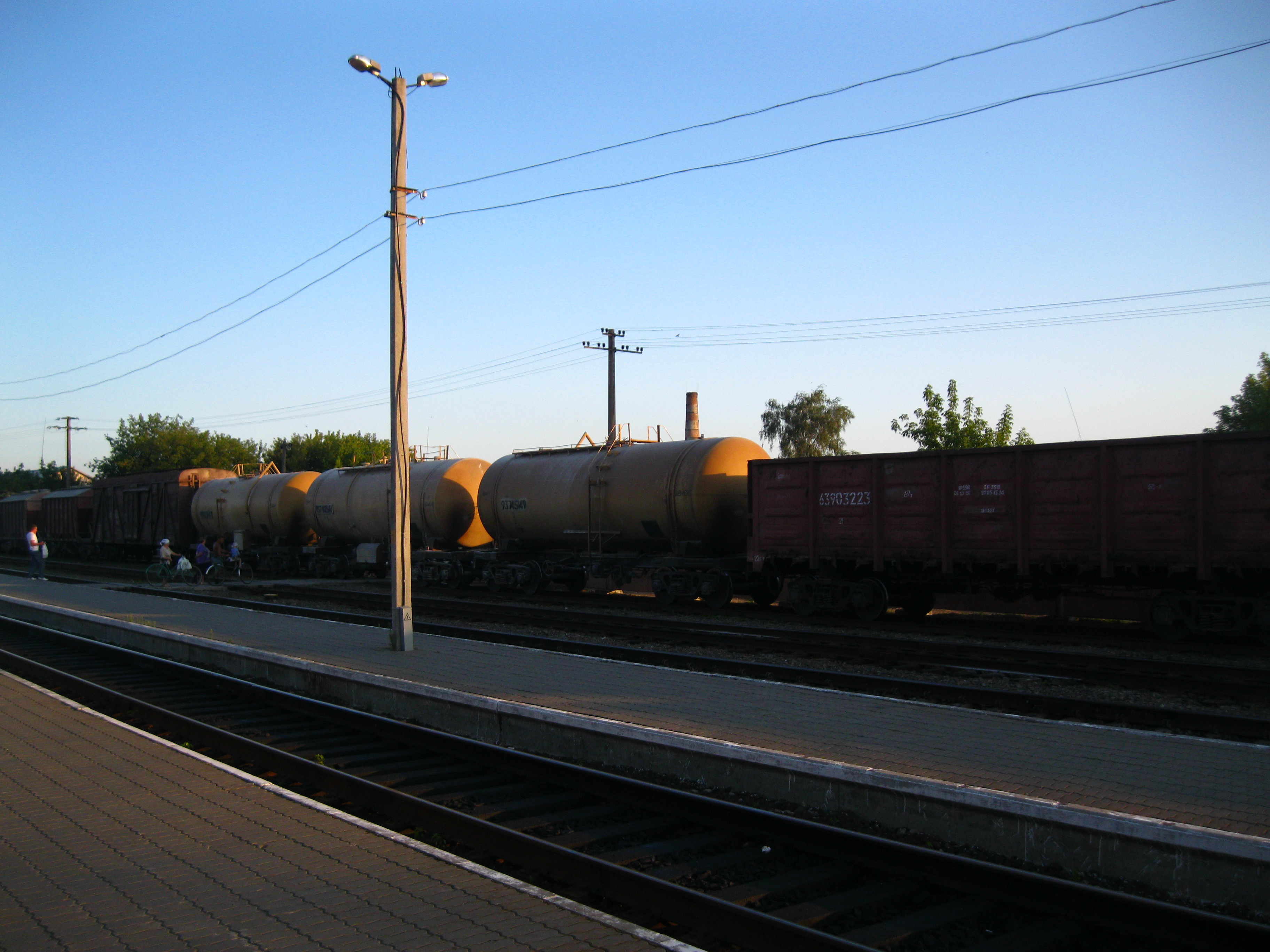
Вигляд на платформи станції Горинь
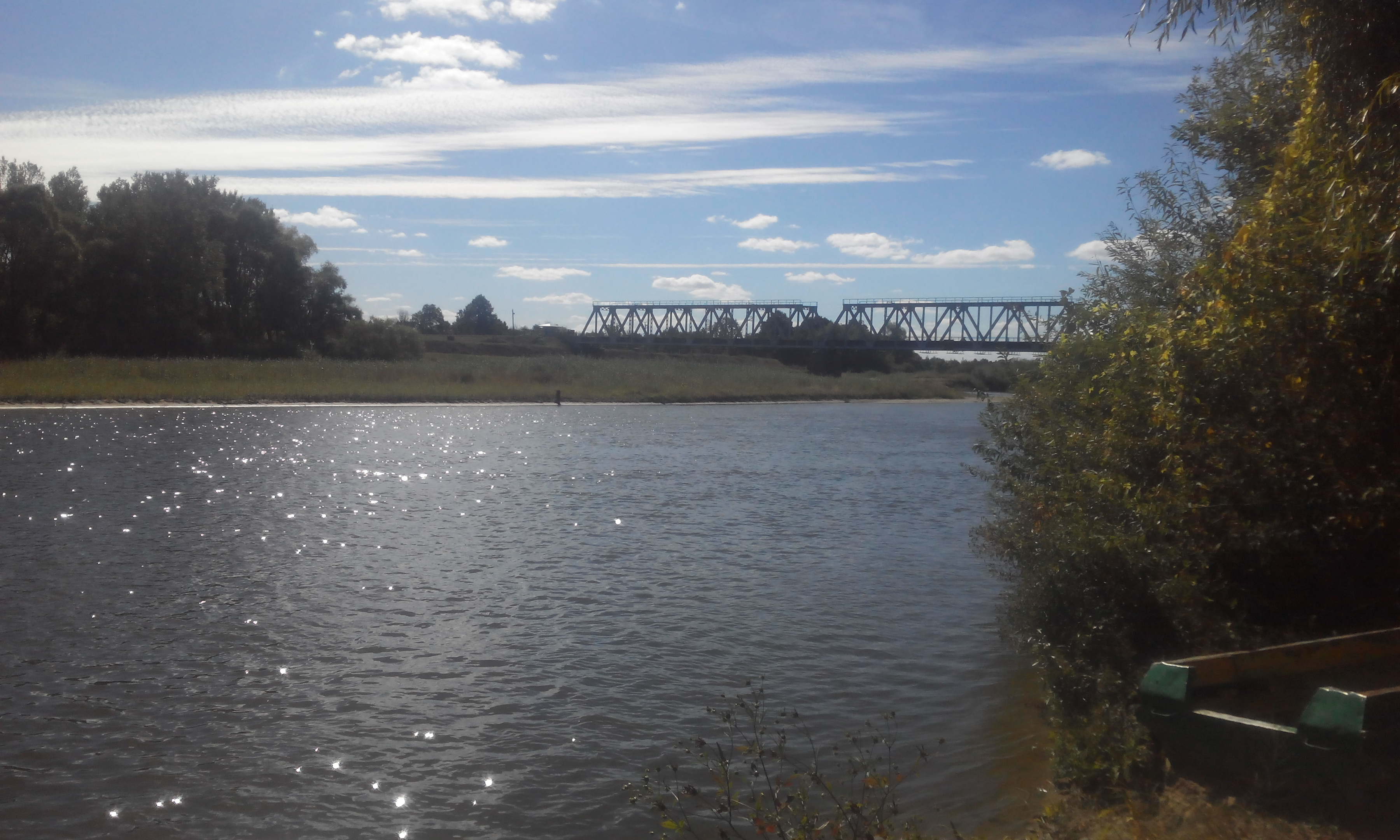
Залізничний міст через річку Горинь в смт Речиця